# Porsche Tennis Grand Prix 2007 - Doppio
Il doppio del torneo di tennis Porsche Tennis Grand Prix 2007, facente parte del WTA Tour 2007, ha avuto come vincitrici Květa Peschke e Rennae Stubbs che hanno battuto in finale Chan Yung-Jan e Dinara Safina con il punteggio di 6(5)–7, 7–6(4), [10-2].

## Teste di serie
1. Květa Peschke /  Rennae Stubbs (campionesse)
2. Chan Yung-Jan /  Dinara Safina (finale)

1. Michaëlla Krajicek /  Vladimíra Uhlířová (secondo turno)
2. Janette Husárová /  Shahar Peer (primo turno)

## Tabellone

### Legenda
| - Q = Qualificato - WC = Wild card - LL = Lucky loser | - ALT = Alternate - SE = Special Exempt - PR = Protected Ranking | - w/o = Walkover - r = Ritirato - d = Squalificato |